# بولغان (دورنود)
شهرستان بولغان (به زبان مغولی: Булган сум، [Bulgan sum]؛ ᠪᠤᠯᠠᠭᠠᠨ ᠰᠤᠮᠤ، [bulaɣan sumu]) یک شهرستان (سُوم) در مغولستان است که در استان دارناد واقع شده‌است. بولغان ۷٬۱۱۱ کیلومتر مربع مساحت دارد.

## تقسیمات اداری
شهرستان بولغان متشکل از ۴ قصبه (باغ) می‌باشد، شامل:
- اوندور خوشو (مغولی: Өндөр хошуу баг، [Öndör xošuu bag]؛ ᠥᠨᠳᠥᠷ ᠬᠣᠰᠢᠭᠤ ᠪᠠᠭ، [öndör qošiɣu baɣ])
- بایان‌اُول (مغولی: Баян-Уул баг، [Bajan-Uul bag]؛ ᠪᠠᠶ᠋ᠠᠨ ᠲᠦ᠋ᠮᠡᠨ ᠪᠠᠭ، [bayan aɣula baɣ])
- چولوت (مغولی: Чулуут баг، [Čuluut bag]؛ ᠴᠢᠯᠠᠭᠤᠲᠤ ᠪᠠᠭ، [čilaɣutu baɣ])
- خولسان شاند (مغولی: Хулсан шанд баг، [Xulsan šand bag]؛ ᠬᠤᠯᠤᠰᠤᠨ ᠱᠠᠩᠳᠠ ᠪᠠᠭ، [qulusun šaŋda baɣ])